# Simon Marmion
Simon Marmion (1425 em Amiens, França - 1489, Valenciennes) foi um pintor francês de painéis e iluminuras. Marmion viveu e trabalhou no que hoje é a França, no Ducado da Borgonha, antes sul da Holanda. 
Trabalhou com Filipe III, Duque de Borgonha, Carlos, Duque da Borgonha e Margarida de Iorque. Após sua morte, sua esposa se casou com o pintor Jan Provoost, que herdou todo o patrimônio do casal. Sua maior obra, As Grandes Crônicas da França está hoje na Biblioteca Nacional Russa, em São Petersburgo. Outra obra importante, As Visões do Cavaleiro Tondal estão no Getty Center. Também produziu Livros de Horas e outros manuscritos. 